# 創 (アルバム)
『創』（そう）は、ACIDMANのメジャーデビューアルバム。2002年10月30日に東芝EMI/ヴァージンレコードから発売された。
アルバムに先駆けて「造花が笑う」「アレグロ」「赤橙」の3曲がプレデビュー・マキシ・シングルとして、300円という低価格で限定リリースされた（現在は入手困難）。上記の理由から、3曲は3部作と呼ばれている。

## 収録曲
1. 8to1 completed
「酸化空」収録曲「8to1」のニューバージョン。
2. 造花が笑う
プレデビューシングル第1弾。
3. アレグロ
プレデビューシングル第2弾。
4. 赤橙（せきとう）
インディーズの同名シングルからの再録。プレデビューシングル第3弾。元曲は浦山一悟作曲で、現在のスリーピース編成になって初めて制作された楽曲。
当初は一悟が「ダイオキシン」というタイトルで地元・所沢市のダイオキシン問題をテーマにした歌詞も作っていたが、あまりにも微妙な出来であったために、大木が歌詞を一から書き直した。
タイアップ（COUNT DOWN TV2002年10月度OPテーマ、アニメシャワーオープニング等）や全国ラジオ局のヘビーローテーションなどもあり、オリコン20位圏内に初めてランクイン（13位）。ACIDMANの知名度を高めた代表曲の1つで、ライヴで最も多く演奏されている曲の1つ。
5. バックグラウンド
6. at
インスト。
7. spaced out
後に「季節の灯」のカップリングにSECOND LINEバージョンが収録された。
8. 香路（こうろ）
後に「Under the rain」のカップリングにSECOND LINEバージョンが収録された。
9. シンプルストーリー
後に「プリズムの夜」のカップリングにSECOND LINEバージョンが収録された。
10. SILENCE
「酸化空」収録曲の再録。
11. 揺れる球体
12. Your Song
英語詞。「揺れる球体」との間のギャップにレコーディング前の音合わせの様子が収録されている。
この曲もライヴでの演奏機会が多く、特にアンコールでの披露が多い曲の1つである。

## 収録内容
| 全作詞: オオキノブオ、全作曲・編曲: ACIDMAN。 |                        |              |            |      |
| #                                             | タイトル               | 作詞         | 作曲・編曲 | 時間 |
| 1.                                            | 「8to1 completed」     | オオキノブオ | ACIDMAN    | 1:35 |
| 2.                                            | 「造花が笑う」         | オオキノブオ | ACIDMAN    | 3:40 |
| 3.                                            | 「アレグロ」           | オオキノブオ | ACIDMAN    | 4:07 |
| 4.                                            | 「赤橙」               | オオキノブオ | ACIDMAN    | 5:06 |
| 5.                                            | 「バックグラウンド」   | オオキノブオ | ACIDMAN    | 4:31 |
| 6.                                            | 「at」                 | オオキノブオ | ACIDMAN    | 2:11 |
| 7.                                            | 「spaced out」         | オオキノブオ | ACIDMAN    | 5:56 |
| 8.                                            | 「香路」               | オオキノブオ | ACIDMAN    | 3:39 |
| 9.                                            | 「シンプルストーリー」 | オオキノブオ | ACIDMAN    | 4:53 |
| 10.                                           | 「SILENCE」            | オオキノブオ | ACIDMAN    | 3:25 |
| 11.                                           | 「揺れる球体」         | オオキノブオ | ACIDMAN    | 6:05 |
| 12.                                           | 「Your Song」          | オオキノブオ | ACIDMAN    | 3:17 |
| 合計時間:                                     | 合計時間:              | 48:25        |            |      |

## 演奏
- オオキノブオ：Vocal, Guitar
- ウラヤマイチゴ：Drums, Piano, Chorus
- サトウマサトシ：Bass, Chorus